# Senorbì
Senorbì település Olaszországban, Szardínia régióban, Cagliari megyében. Lakosainak száma 4777 fő (2023. január 1.). Senorbì San Basilio, Sant’Andrea Frius, Selegas, Siurgus Donigala, Suelli és Ortacesus községekkel határos.

## Népesség
A település lakossága az elmúlt években az alábbi módon változott:
| Lakosok száma | 4862 | 4855 | 4777 |
|               | 2017 | 2018 | 2023 |